# Riley One-Point-Five
O  Riley One-Point-Five é um modelo compacto da Riley, divisão da British Motor Corporation.